# Antiochis (Tochter des Antiochos III.)
Antiochis (altgriechisch Ἀντιοχίς Antiochís) war eine hellenistische Prinzessin aus der Dynastie der Seleukiden und in der ersten Hälfte des 2. Jahrhunderts v. Chr. Königin von Kappadokien.

## Leben
Antiochis war eine Tochter des Seleukidenkönigs Antiochos III. (der Große) und der Laodike. Einige Zeit vor dem Krieg ihres Vaters gegen die Römer heiratete sie den kappadokischen König Ariarathes IV. Eusebes, der deshalb seinen Schwiegervater in der Schlacht bei Magnesia (190 v. Chr.) unterstützte, die Antiochos III. trotzdem verlor. Sie gebar ihrem Gemahl einen Sohn, der vor seiner Thronbesteigung Mithridates hieß und seinem Vater als Ariarathes V. Eusebes Philopator nachfolgte, sowie zwei Töchter, unter anderem Stratonike, die den pergamenischen König Eumenes II. und danach dessen Bruder und Nachfolger Attalos II. heiratete.
Gemäß einem bedenklichen Bericht des antiken griechisch-sizilischen Historikers Diodor sei Antiochis, eine angeblich skrupellose Frau, am Beginn ihrer Ehe unfruchtbar gewesen und habe daher zwei Söhne namens Ariarathes und Orophernes untergeschoben. Ihre drei erwähnten Kinder habe sie erst später zur Welt gebracht und daraufhin ihrem Gatten die Wahrheit enthüllt. Dann habe sie den älteren der untergeschobenen Söhne mit ausreichend Geldmitteln versehen nach Rom und den jüngeren nach Ionien geschickt, um ihrem legitimen Sohn eine ungestörte Thronfolge zu ermöglichen.